# Герайнт ап Константин
Ге́райнт Южа́нин (Ге́райнт ап Константин; корн. Gerren rac Dehau, Gerren ap Constantine; 552—598) — король Думнонии (560—598).

## Биография
Герайнт был сыном короля Думнонии Константина, который оставил ему престол в 560 году.
В связи с тем, что Герайнт и его брат были малолетними детьми, правление королевством оказалось в руках регента, короля Корнубии и Лионессе Тристана ап Мелиодаса.
В годы самостоятельного правления Герайнта ап Константина произошла битва при Деорхаме, в которой он, возможно, участвовал. Валлийская поэма «Y Gododdin» утверждает, что Герайнт участвовал в битве при Катраете, в которой он погиб. Его останки были захоронены под холмом Карне-Бикон около Вериана. Археологические раскопки, произведённые в 1855 году, обнаружили здесь скромные погребения без золота и дорогого оружия.
В некоторых местностях Британии Герайнт (Геррен) почитается как святой.
Герайнту ап Константину наследовал его брат Бледрик.